# Karina Maruyama
Karina Maruyama (ur. 14 października 1986) – japońska piłkarka występująca na pozycji napastnika.

## Kariera piłkarska
Od 2005 do 2016 roku występowała w TEPCO Mareeze, Philadelphia Independence, JEF United Chiba i Speranza Osaka-Takatsuki.